# مارك روتشستر سورينسن
مارك روتشستر سورينسن (بالدنماركية: Marc Rochester Sørensen) هو لاعب كرة قدم دنماركي في مركز الهجوم، ولد في 13 ديسمبر 1992 في الدنمارك في مملكة الدنمارك. شارك مع منتخب الدنمارك تحت 19 سنة لكرة القدم ومنتخب الدنمارك تحت 20 سنة لكرة القدم. أما مع النوادي، فقد لعب مع نادي كويه ‏.

## وصلات خارجية
- مارك روتشستر سورينسن على موقع قاعدة بيانات كرة القدم.إي يو (الإنجليزية)
- مارك روتشستر سورينسن على موقع Soccerway.com (الإنجليزية)
- مارك روتشستر سورينسن على موقع عالم كرة القدم.نت (الإنجليزية)